# Птичье (Ставропольский край)
Пти́чье — село в Изобильненском районе (городском округе) Ставропольского края России.

## Географическое положение
Село расположено на реке Егорлык, в 15 км севернее районного центра — города Изобильный (17 км по дороге). В 6 км севернее села расположено солёное озеро Птичье.
Расстояние до краевого центра: 57 км.

## История
Село основано в 1830 году (по другим данным — в 1832 году) переселенцами из Курской и Тамбовской губерний. День села — 14 октября, в праздник Покрова Пресвятой Богородицы. Село относилось к Ставропольской губернии.
По состоянию на 1925 год село Птичье было центром Птиченского сельсовета Московского района Ставропольского округа Северо-Кавказского края (с 1937 года — Орджоникидзевский край, с 1943 года — Ставропольский край):282—283. Согласно «Списку населённых мест Северо-Кавказского края» на 1925 год, село состояло из 1177 дворов, в которых проживало 5927 человек (2785 мужчин и 3142 женщины). В Птичьем имелись партийная организация, 2 начальных школы, библиотека (изба-читальня), 7 мелких промышленных предприятий (включая 2 кузницы и 4 мельницы), а также 2 пруда:282—283.
По данным переписи 1926 года по Северо-Кавказскому краю, в селе Птиченском числилось 1333 хозяйства и 6594 жителя (3110 мужчин и 3484 женщины), из которых 6508 — русские:268.
С мая 1998 года до мая 2017 года село образовывало упразднённое сельское поселение село Птичье.

## Население
| 1897  | 1901  | 1903  | 1920  | 1925  | 1926  | 1989  | 2002  | 2010  |
| ----- | ----- | ----- | ----- | ----- | ----- | ----- | ----- | ----- |
| 5168  | ↗5271 | ↗5884 | ↗7365 | ↘5927 | ↗6594 | ↘4248 | ↗4597 | ↗5076 |
| 2012  | 2013  | 2014  | 2015  | 2016  | 2017  | 2021  |       |       |
| ↘5012 | ↘4976 | ↘4870 | ↘4838 | ↘4834 | ↘4823 | ↘4663 |       |       |

Национальный состав
По итогам переписи населения 2010 года проживали следующие национальности (национальности менее 1 %, см. в сноске к строке «Другие»):
| Национальность | Численность | Процент |
| -------------- | ----------- | ------- |
| Русские        | 4334        | 85,38   |
| Цыгане         | 550         | 10,84   |
| Другие         | 192         | 3,78    |
| Итого          | 5076        | 100,00  |

## Экономика
Наиболее значимые предприятия в селе ООО «Галлион», СПК «Северный». Торговое обслуживание местного населения осуществляют более 30 торговых предприятий.

## Культура
Предоставление услуг в сфере культуры осуществляют Птиченский сельский Дом культуры и библиотека № 6.

## Инфраструктура
- Птиченский сельский Дом культуры
- Сбербанк, Доп.офис № 1858/02
- Птиченская участковая больница. Открыта в 2016 году[32]
- Библиотека № 6
- Птиченская автостанция
- Автозаправочная станция.
- Общественное открытое кладбище (площадь участка 60893 м²)[33].

## Образование
В селе имеются 1 муниципальное образовательное учреждение (средняя общеобразовательная школа), 2 муниципальных дошкольных образовательных учреждения (детские сады).
- Средняя общеобразовательная школа № 10. Открыта 22 октября 1931 года[34]
- Детский сад № 8
- Детский сад № 39
- Птиченский филиал Изобильненской ДШИ № 1

## Здравоохранение
Медицинскую помощь населению оказывает Птиченская врачебная амбулатория.

## Люди, связанные с селом
Василий Минаевич Шугаев - герой Советского Союза. Родился в селе Птичьем

## Транспорт
Из Птиченской автостанции ходят автобусы в город Изобильный.

## Памятники
- Братская могила красных партизан, погибших в годы гражданской войны. 1918—1920, 1957 года[35]
- Памятник воинам, погибшим в годы гражданской и Великой Отечественной войн. 1986 год[36]